# Diadelia vagefasciata
Diadelia vagefasciata là một loài bọ cánh cứng trong họ Cerambycidae.